# John H. Johnson
John Harold Johnson, né à Arkansas City (Arkansas) le 19 janvier 1918 et mort à Chicago (Illinois) le 8 août 2005, est un homme d'affaires et éditeur américain. En 1982, il devient le premier afro-américain à entrer dans le classement du Forbes 400, liste indiquant les 400 Américains les plus riches. Johnson et sa femme Eunice étaient considérés comme le couple noir le plus puissant des États-Unis.

## Biographie
Johnson est né à Arkansas City. Il est le fils de Leroy et Gertrude Johnson Williams. Il effectue ses études secondaires au lycée Du Sable High School de Chicago. Il étudie à l'université de Chicago, puis à l'université Northwestern. En parallèle de ses études, il travaille pour la compagnie d'assurances Supreme Life Insurance Company, où on finit par lui confier la tâche de compiler des coupures presse pour la direction. Cette responsabilité l'inspire à créer le magazine The Negro Digest en 1942 avec un petit emprunt de $500 à sa mère et $6000 en pré-abonnements,. 
Au lancement de The Negro Digest, les distributeurs de presse de Chicago refusent de distribuer un magazine « de couleur ». Johnson sollicite alors un groupe d'amis pour s'éparpiller dans la région de Chicago et demander le nouveau magazine dans tous les stands possibles, et ce afin que les distributeurs changent d'avis face à sa forte demande. Ses amis ont acheté les premières copies distribuées, et quand les distributeurs rappelèrent pour restocker, Johnson récupéra les copies achetées par ses amis pour les fournir aux distributeurs. Le tirage atteint 50 000 exemplaires au bout de six mois. 
Il lance ensuite le magazine Ebony en 1945 et le magazine Jet en 1951.
En 1972, il inaugure le nouveau siège social de Johnson Publishing, la première tour dans le centre de Chicago commissionnée par une personne noire et réalisée par un architecte noir (John Warren Moutoussamy).
En 1980, sa société est considérée comme la deuxième plus grande entreprise "noire" des États-Unis après Motown. Outre les magazines Ebony et Jet, le groupe de Johnson possède les magazines Black Stars et Ebony Jr, la radio WJPC-AM, et l'évènement Fashion Fair Cosmetics. Johnson est devenu PDG de Supreme Life Insurance Company où il travaillait au moment de lancer The Negro Digest. Il siège au conseil d'administration de Bell & Howell, Greyhound, Marina City Bank of Chicago, Twentieth Century-Fox Film Corporation, et Zenith. Il est mandataire de l'Art Institute of Chicago et du United Negro College Fund, et fait partie du conseil consultatif de la Harvard Business School. En 1982, il entre dans le classement Forbes des 400 Américains les plus riches.
Johnson décède des suites d'une longue maladie le 8 août 2005 à Chicago. Johnson repose au cimetière de Oak Woods à Chicago.
Au bout de plusieurs décennies, le magazine Ebony était critiqué pour refléter des valeurs de classe moyenne noire propres aux problématiques raciales des années 1950, un reflet de la vision sociétale vieillissante de son fondateur. Le chanteur Michael Jackson déclara « j'admire les gens comme Johnson ou [Walt] Disney, je pense qu'ils sont phénoménaux ».

## Distinctions
- 1970 : Docteur honoris causa en journalisme de l'école bénédictine de Chicago[11]

## Vie privée
Johnson se marie à Eunice W. Johnson en 1941. Leur fille Linda Johnson Rice a repris les rênes de l'entreprise familiale.